# Ліндсі Вейлен
Ліндсі Мері Вейлен (англ. Lindsay Marie Whalen; 9 травня 1982) — американська професійна баскетболістка, яка грає за команду Міннесота Лінкс в ЖНБА (вигравала з ними три титули), і за AGÜ Spor у Євробаскеті. Вона починала свою професійну кар'єру як розігруюча за Коннектикут Сан. У складі збірної США була переможницею Олімпійських ігор і чемпіонату світу.

## Кар'єра в старшій школі
У Вищій школі Гатчінсона (штат Міннесота) Вейлен чотири рази ставала MVP всієї конференції Міннесоти і привела свою команду до трьох поспіль перемог у конференції. Як юніорка вона в середньому набирала 22,8 очка, віддавала 4,3 передачі і робила 5,8 підбору за гру.
Вейлен також виграла чемпіонат штату і посіла 13-те місце на національному рівні у складі клубу Міннесота Джагуарс.

## Кар'єра в коледжі
Жіноча баскетбольна програма Університету Міннесоти піднялася до національної популярності під час гри Вейлен за коледж. Середня відвідуваність жіночих баскетбольних ігор зросла з 1 087 під час її сезону як новачки до 9 866 в її старший рік. Вона стала найкращою бомбардиркою Міннесоти за всю історію 25 січня 2004 року в грі проти штату Мічиган, перевищивши лауреатку Вейд Трофі 1994 Енн Шадлік. Вейлен закінчила свою кар'єру в коледжі з 2 285 очками, що є п'ятим показником за всю історію конференції Велика десятка.
Вейлен утримує рекорд Міннесоти за кількістю набраних очок, середньою результативністю, іграми з двозначними показниками, забитими штрафними кидками та відсотком штрафних кидків. Також перебуває у десятці найкращих за кількістю влучень з гри, кількістю спроб з гри, середньою результативністю з гри, забитими триочковими кидками, спробами триочкових кидків, відсотком триочкових кидків, спробами штрафних кидків, передачами і перехопленнями. Поділяє рекорд Міннесоти за відсотком влучень зі штрафної лінії в одній грі (14-14 проти Крейтон 12 квітня 2003) і є єдиною чотириразовою MVP в історії школи.
Була дворазовою фіналісткою Вейд Трофі (2003, 2004) та дворазовою фіналісткою премії Нейсміта (2003, 2004). У свій старший рік Вейлен потрапила до першої команди всіх зірок Kodak, другої команди всіх зірок USBWA і другої команди всіх зірок AP. 
У плей-офф Вейлен визнали найкращою гравчинею NCAA в регіоні середнього сходу на турнірі NCAA 2004 року і одностайно вибрали до першої команди всієї Великої десятки у 2004, 2003 та 2002 роках. Як юніорка входила до складу першої команди всіх зірок Kodak, першої команди всіх зірок USBWA і другої команди всіх зірок AP.
Під час урочистої церемонії на Вільямс арені в січні 2005 року університет Міннесоти вивів з гри майку Вейлен з номером 13.

## Статистика в складі Міннесоти
Джерело
| Рік     | Команда   | ДП  | Очки | ФГ%  | 3П%  | Фути% | РПГ | ПНГ | САУ | БПГ | ФПГ  |
| ------- | --------- | --- | ---- | ---- | ---- | ----- | --- | --- | --- | --- | ---- |
| 2000-01 | Міннесота | 25  | 425  | 47.6 | 30.2 | 73.5  | 4.0 | 3.3 | 1.7 | 0.1 | 17.0 |
| 2001-02 | Міннесота | 30  | 667  | 56.1 | 34.9 | 77.0  | 5.5 | 5.3 | 2.7 | 0.2 | 22.2 |
| 2002-03 | Міннесота | 31  | 639  | 54.6 | 32.4 | 84.7  | 5.0 | 6.2 | 1.9 | 0.0 | 20.6 |
| 2003-04 | Міннесота | 27  | 554  | 51.4 | 40.0 | 83.2  | 5.1 | 5.4 | 1.9 | -   | 20.5 |
| Кар'єра | Міннесота | 113 | 2285 | 52.8 | 34.9 | 79.8  | 4.9 | 5.1 | 2.1 | 0.1 | 20.2 |

## Кар'єра в ЖНБА

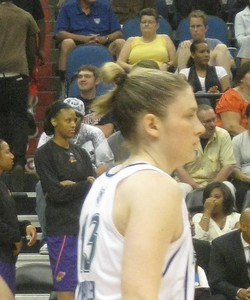
Вейлен у 2010 році

Команда Коннектикут Сан обрала Вейлен у першому раунді драфту ЖНБА під 4-м номером. До 2005 року, коли одноклубниця Вейлен з Міннесоти Джанел Маккарвіль була обрана під номером один, вона була найвищим номером драфту в історії ЖНБА з конференції Велика десятка. Міннесота Лінкс зробила невдалу додрафтову торгівлю, відправивши Шері Сем і Джанель Берс у Сієтл Сторм за Аманду Лессітер і 6-й вибір на драфті, намагаючись отримати місцеву героїню Вейлен. Коннектикут вибрав Вейлен перед тим, як це змогла зробити Міннесота, а Сторм здобув ще дві цеглини своєї майбутньої чемпіонської команди.
У своєму дебютному і наступному сезонах Вейлен привела Сан до фіналу ЖНБА, граючи з травмою у фіналі 2005 року.
У сезоні 2008 Вейлен вивела молоду команду на друге місце в Східній конференції. Вона була другою в перегонах MVP після Кендіс Паркер. Уперше в кар'єрі її обрали до першої команди ЖНБА. У плей-офф Сан поступились Нью-Йорк Ліберті з рахунком 2-1. Вейлен очолила Лігу за кількістю передач, 5,4 у середньому за гру.
12 січня 2010 року Вейлен була обміняна в Міннесоту Лінкс в рамках угоди яка включала Рене Монтгомері. Вона підписала багаторічний контракт з Міннесотою Лінкс незадовго до матчу проти Лос-Анджелес Спаркс, який відбувся 12 серпня 2010 року. Згідно з політикою команди, умови угоди не були озвучені.
2011 року Вейлен привела Лінкс до їхньої першої перемоги в чемпіонаті ЖНБА. Рисі закінчили регулярний сезон з показниками 27-7, що є другим найкращим результатом в історії франшизи і найкращим в історії Ліги. Граючи разом зі здоровою Сеймон Огастус і сенсацією серед новачків Майєю Мур, Вейлен стала найкращою в ЖНБА за передачами з показником 5,9 за гру. Вейлен посіла п'яте місце в голосуванні MVP і вдруге за кар'єру її обрали до складу першої команди ЖНБА. 2012 року Вейлен утретє за кар'єру лідирувала в Лізі за передачами і знову вивела Лінкс у фінал, де цього разу вони програли Індіані Фівер.
2013 року Міннесота Лінкс придбала права на Джанел Маккарвіль через трикомандну торгівлю, і отже та знову опинилась з Вейлен в одній команді. 7 вересня 2013 року Вейлен стала лише другою після Беккі Хеммон гравчинею в історії ЖНБА, яка набрала 4000 точок, віддала 1 500 передач і зробила 1000 підборів за кар'єру. Вона також стала 20-ю баскетболісткою в історії Ліги, яка досягла 4000 очок.

## Збірна США
Восени 2009 року Вейлен запросили на збори національної збірної США. Вейлен потрапила до складу національної збірної, що грала на Чемпіонаті Світу у вересні-жовтні 2010 року. Команду тренував Джино Оріємма. Оскільки багато учасниць команди все ще грали в ЖНБА незадовго до змагань, то команда мала лише один день тренувань у повному складі перед від'їздом до Острави і Карлових Вар у Чехії. Навіть не маючи достатньої практики команді вдалося виграти свою першу гру проти Греції з перевагою у 26 очок. Команда продовжувала домінувати, перемігши з перевагою в понад 20 очок у перших п'яти іграх. Шоста гра була проти непереможної Австралії — США повели з перевагою 24 очки і в підсумку перемогли 83-75. Американки виграли свої наступні дві гри з перевагою в понад 30 очок, а потім зустрілися з господарками, збірною Чехії. Після першої половини гри США мали лише п'ятиочкову перевагу. Потім чешки скоротили відставання до трьох очок, але на більше їх не вистачило. Збірна США завоювала золоті медалі. Вейлен у середньому набирала по 5,9 очка за гру.
Комітет з вибору гравців до складу збірної США вибрав Вейлен для участі в Олімпійських іграх в Лондоні 2012 року. Вона заслужила похвалу за свій виступ на Олімпіаді, особливо за свою важливу роль проти збірної Австралії в півфіналі. Вейлен здобула свою першу золоту олімпійську медаль, а команда загалом перемогла у всіх восьми іграх з середньою перевагою 34 очки за гру.

### Виступи на Олімпіадах
| Олімпіада   | Дисципліна | Місце |
| ----------- | ---------- | ----- |
| Лондон 2012 | баскетбол  | 1     |

## Статистика кар'єри в ЖНБА

### Регулярний сезон
| Сезон   | Команда             | GP  | GS  | MPG  | FG%  | 3P%  | FT%  | RPG | APG | SPG | BPG | TO   | PPG  |
| ------- | ------------------- | --- | --- | ---- | ---- | ---- | ---- | --- | --- | --- | --- | ---- | ---- |
| 2004    | Коннектикут         | 31  | 30  | 30.5 | .454 | .351 | .730 | 2.9 | 4.8 | 1.3 | 0.0 | 3.03 | 8.9  |
| 2005    | Коннектикут         | 34  | 34  | 30.8 | .466 | .348 | .801 | 3.8 | 5.1 | 1.2 | 0.1 | 2.62 | 12.1 |
| 2006    | Коннектикут         | 33  | 33  | 26.0 | .389 | .129 | .903 | 3.7 | 4.6 | 1.0 | 0.1 | 2.39 | 9.0  |
| 2007    | Коннектикут         | 34  | 34  | 30.6 | .468 | .209 | .785 | 4.8 | 5.0 | 2.1 | 0.1 | 2.21 | 13.4 |
| 2008    | Коннектикут         | 31  | 31  | 29.3 | .461 | .338 | .803 | 5.6 | 5.4 | 1.4 | 0.0 | 1.87 | 14.0 |
| 2009    | Коннектикут         | 34  | 34  | 29.4 | .430 | .265 | .891 | 4.6 | 4.6 | 1.3 | 0.2 | 1.85 | 12.3 |
| 2010    | Міннесота           | 33  | 33  | 33.6 | .410 | .227 | .899 | 4.0 | 5.6 | 1.4 | 0.2 | 2.30 | 12.6 |
| 2011    | Міннесота           | 34  | 34  | 28.1 | .511 | .405 | .730 | 3.5 | 5.9 | 1.1 | 0.2 | 2.21 | 13.6 |
| 2012    | Міннесота           | 33  | 33  | 27.0 | .505 | .500 | .727 | 4.2 | 5.4 | 0.7 | 0.2 | 2.06 | 11.5 |
| 2013    | Міннесота           | 34  | 34  | 29.6 | .486 | .111 | .783 | 4.4 | 5.8 | 0.8 | 0.1 | 2.18 | 14.9 |
| 2014    | Міннесота           | 34  | 34  | 30.6 | .480 | .100 | .770 | 4.2 | 5.6 | 0.9 | 0.1 | 1.82 | 14.1 |
| Кар'єра | 11 років, 2 команди | 365 | 364 | 29.6 | .460 | .271 | .802 | 4.2 | 5.3 | 1.2 | 0.1 | 2.23 | 12.4 |

### Плей-оф
| Сезон   | Команда            | GP | GS | MPG  | FG%  | 3P%  | FT%  | RPG  | APG | SPG | BPG | TO   | PPG  |
| ------- | ------------------ | -- | -- | ---- | ---- | ---- | ---- | ---- | --- | --- | --- | ---- | ---- |
| 2004    | Коннектикут        | 8  | 8  | 31.9 | .462 | .364 | .811 | 2.2  | 5.1 | 1.4 | 0.4 | 2.12 | 13.4 |
| 2005    | Коннектикут        | 7  | 7  | 31.4 | .333 | .200 | .771 | 3.4  | 3.3 | 0.9 | 0.1 | 2.86 | 11.1 |
| 2006    | Коннектикут        | 5  | 5  | 31.0 | .339 | .333 | .720 | 3.8  | 2.2 | 0.8 | 0.2 | 3.60 | 12.6 |
| 2007    | Коннектикут        | 3  | 3  | 36.7 | .326 | .231 | .900 | 7.0  | 5.0 | 0.3 | 0.0 | 3.67 | 13.3 |
| 2008    | Коннектикут        | 3  | 3  | 30.0 | .400 | .250 | .867 | 4.7  | 4.0 | 1.3 | 0.0 | 2.33 | 13.3 |
| 2011    | Міннесота          | 8  | 8  | 32.0 | .463 | .286 | .818 | 3.60 | 3.8 | 1.5 | 0.5 | 2.50 | 12.0 |
| 2012    | Міннесота          | 9  | 9  | 30.9 | .437 | .333 | .871 | 3.80 | 4.2 | 1.0 | 0.0 | 2.67 | 13.3 |
| 2013    | Міннесота          | 7  | 7  | 29.3 | .410 | .000 | .621 | 4.60 | 4.7 | 0.9 | 0.0 | 2.43 | 9.7  |
| 2014    | Міннесота          | 5  | 5  | 33.0 | .525 | .429 | .696 | 6.0  | 6.0 | 0.8 | 0.0 | 2.20 | 20.6 |
| Кар'єра | 9 років, 2 команди | 55 | 55 | 31.5 | .423 | .292 | .780 | 4.0  | 4.2 | 1.1 | 0.2 | 2.71 | 13.0 |

## Особисте життя
6 жовтня 2007 року Вейлен вийшла заміж за Бена Гріва, страхового радника і колишнього гольфіста.